# Бурчей
Бурчѐй (на италиански: Burcei; на сардински: Brucei, Бручей) е малко градче и община в Южна Италия, провинция Южна Сардиния, автономен регион и остров Сардиния. Разположено е на 648 m надморска височина. Населението на общината е 2882 души (към 2010 г.).